# Flodder
Flodder ist der niederländische Originaltitel eines niederländischen Films von Dick Maas, zu dem zwei Fortsetzungen gedreht wurden, sowie einer gleichnamigen Fernsehserie, die von der „asozialen“ niederländischen Familie Flodder handeln. Der deutsche Titel des ersten Spielfilms aus dem Jahr 1986 lautet Flodder – Eine Familie zum Knutschen, genauso wurde die deutschsprachige Fassung der Fernsehserie benannt. Der Familienname Flodder bedeutet auf Deutsch so viel wie „die Schlamper“ oder „die Schluderer“, abgeleitet von niederländischen Verb flodderen = „schlampen, schmieren, schludern“. Die Filme und die Fernsehserie wurden auch in Deutschland wiederholt ausgestrahlt.

## Handlung
Aufgrund eines von der Stadt zu verantwortenden Fehlers muss die sozial eher schwache und in allerlei kleinkriminelle Handlungen verstrickte Großfamilie Flodder ihre bisherige Wohnung aufgeben. Da kein angemessener Ersatzwohnraum beschafft werden kann, nimmt Sozialarbeiter Werner van Kooten die Gelegenheit wahr, die Obdachlosen im Rahmen eines Experiments in einer gehobenen Wohngegend, dem Nobelviertel „Sonnenschein“, unterzubringen. Wegen der erheblichen sozialen Unterschiede zwischen den eingesessenen und den nun neuen Bewohnern kommt es erwartungsgemäß zu Konflikten, Missverständnissen und allerlei Turbulenzen. Als diese beinahe ausgestanden sind und es zu ersten Annäherungen und beinahe zur Aussöhnung kommt, sorgt ein eifersuchtsbedingter Racheakt für eine letzte, tragische Wendung.

## Hauptfiguren
Gertraude „Ma“ Flodder (Nelly Frijda): Hauskittel, Gummistiefel und Zigarre sind die Markenzeichen der alleinerziehenden Mutter und Hausfrau, die von ihren Kindern nur „Ma“ genannt wird. Sie trinkt gerne Whisky, den sie im Keller illegal selbst brennt und einem zufriedenen Kundenkreis unter der Hand verkauft. Ihre Kinder stammen nach eigener Aussage alle von verschiedenen Vätern.
Johnnie Flodder (Huub Stapel in den ersten beiden Kinofilmen Flodder – Eine Familie zum Knutschen (1986) und Flodder – Eine Familie zum Knutschen in Manhattan (1992), Coen van Vrijberghe de Coningh im dritten Kinofilm Flodder Forever und in der Fernsehserie): Der älteste Sohn ist ein Kleinkrimineller und Möchtegern-Playboy. Er hat ständig mehrere „Dinger“ am Laufen, zumeist Hehlereidelikte. Johnnie hat zahlreiche Freundinnen und ein Faible für das Amerika der 1950er Jahre. Er trägt eine blondierte Rockabilly-Tolle, eine rote Lederjacke und enge Jeans und fährt einen heruntergekommenen rosa Cadillac Fleetwood Eldorado Convertible.
Kees Flodder (Tatjana Šimić): Auch die schöne Blondine wechselt häufig ihren Freund und setzt ihre körperlichen Reize gerne und erfolgreich ein, um die Familienkasse aufzubessern oder zu günstigen Konditionen an ein neues Auto zu gelangen. Ihre Hobbys sind Shopping und Sonnenbaden im Garten. 
Klaus Flodder (René van 't Hof, Stefan de Walle): Er ist recht dumm, da ihn sein Bruder Johnnie als Kleinkind in die Waschmaschine gesteckt hat, und benimmt sich oft kindisch. Er ist stets an der Seite von Johnnie und versucht, ihn bei seinen illegalen Machenschaften zu unterstützen. Nebenbei spannt Klaus gerne in der Frauendusche des Tennisplatzes und wird aufgrund seiner Ungeschicklichkeit auch jedes Mal erwischt. Auch hat er hin und wieder mit seiner großen Schwester Geschlechtsverkehr, was allerdings für die Zuschauer der deutschen Fernsehfassungen dank Zensurschnitten anfangs kaum oder gar nicht erkennbar war.
Opa Flodder (Jan Willem Hees, Herman Passchier): Der Rentner sitzt zunächst im Rollstuhl, welcher ihm im ersten Film eigentlich bereits zum tödlichen Verhängnis wird. Im letzten Flodder-Film stellt sich jedoch heraus, dass er gehen kann. Laut Johnnie gehört er gar nicht zur Familie; vielmehr sei er „mal mit einer Tante mitgekommen und irgendwie bei uns hängen geblieben.“ Er hat eine ausgeprägte Vorliebe für Eisenbahnen, da er wohl früher einmal Schaffner war.
Werner van Kooten (Lou Landré): Die Karikatur eines Sozialarbeiters, mit Brille und Lederweste, wird von Johnnie immer mit „alter Wichser!“ oder „na, du Lümmel“ begrüßt. Er ist ein Pechvogel und gerät so von einem Problem ins Nächste. Im ersten Film erleidet er Verletzungen durch einen Molotowcocktail und später durch die Zerstörung des Flodder-Hauses während einer Feier. Im zweiten Flodder-Film wird bei ihm eine Geschlechtsumwandlung durchgeführt, zudem wird er ausgeraubt, irrtümlich für einen Bettler gehalten und landet schließlich im Gefängnis.

## Nebenfiguren
Tina und Holgie Flodder (Nani Lehnhausen und Horace Cohen, Mandy Negerman und Melle de Boer, Scarlett Heuer und Sander Zwart, Djune-Ann van Asten und Rogier van de Weerd): Sie sind Ma Flodders jüngste Kinder, deren Streiche zum größten Teil als kriminell zu bezeichnen sind.
Karlchen (Miguel Stigter): Ein Freund von Johnnie. Er hilft ihm des Öfteren, schanzt ihm dubiose Aufträge zu und verkauft ihm verschiedene nutzlose Dinge.
Heiner (Laus Steenbeeke): Auch ein Freund von Johnnie. Er bezahlt ihn ebenfalls für illegale Aufträge.
Nachbarin Nettelbaum (Lettie Oosthoek): Sie ist der Inbegriff der hochnäsigen Neureichen und verachtet die aus ihrer Sicht minderwertigen und "primitiven" Flodders.
Nachbar Nettelbaum (Bert André): Leidet still unter den Tiraden seiner Gattin und hat nichts gegen die Flodders als Nachbarn. Dies nicht zuletzt, da es Kees ihm von Anfang an angetan hat.
Van Putten (Hans van Hechten): Fahrer eines Verkaufswagens (SRV-Wagen), der die wohlhabenden Sonnentaler mit hochwertigen Lebensmitteln und Delikatessen bis vors Haus beliefert.
Whisky: Der schwarze Flandrische Treibhund ist das Haustier der Familie Flodder. Er wird von Mutter Flodder einerseits als bissiges Nutztier geschätzt, andererseits aber regelmäßig als elende Misttöle beschimpft und getreten. Außerdem paart er sich sehr gerne mit Pepita, der reinrassigen Hündin der Nettelbaums.
In einer weiteren kleinen Nebenrolle trat der Tätowierer Henk Schiffmacher auf.

## Drehorte

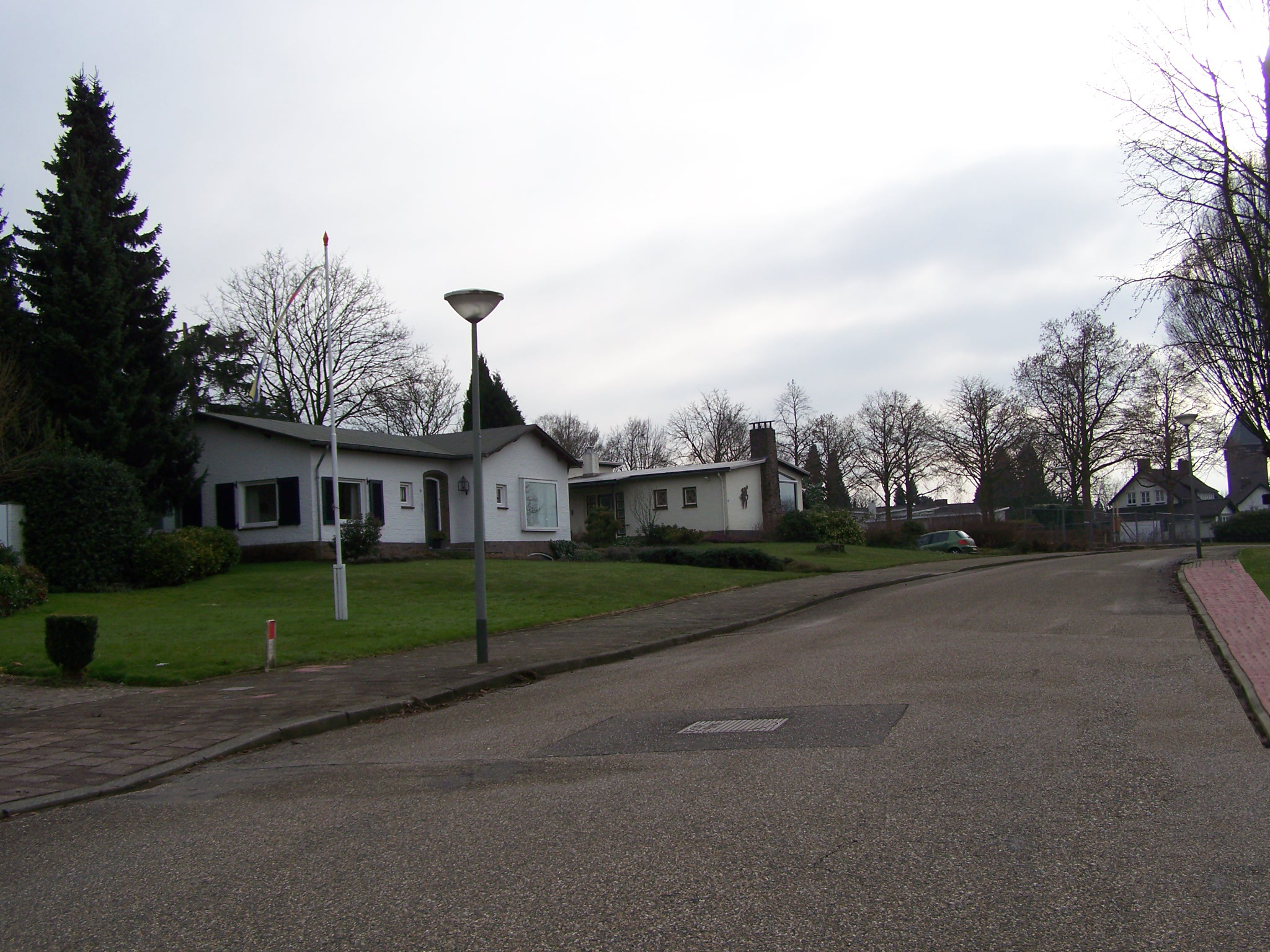
Charles Beltjenslaan in Sittard
Vorspann der Staffel 1 und Szene: Dienstmütze und Fahrradreifen

Überwiegend wurde im und auf dem Studiogelände im Bolderweg 22 in Almere gedreht. Zudem wurde der Stadtteil Kollenberg von Sittard-Geleen genutzt, wobei der südliche Teil der Ross-van-Lenneplaan überwiegend neu bebaut ist und nur der Straßenverlauf an den ehemaligen Drehort erinnert. In der Folge 10 der ersten Staffel „Klaus auf Irrwegen“ (Goed Gedrag) fällt Klaus aus dem Chevrolet Caprice in der Ross-van-Lenneplaan, kommt aber auf dem Studiogelände wieder zu sich. Als er wie verwandelt einer älteren Dame über die Straße hilft, ist dies wiederum die Charles-Beltjenslaan auf dem Kollenberg. Ein paar Meter von dort steht das Haus, das im Vorspann der Staffel 1 gezeigt wird. Dort wurde im ersten Film die Szene gedreht, bei der die Dienstmütze entwendet und der Fahrradreifen zerstochen wird 50° 59′ 19,2″ N, 5° 52′ 13,5″ O. In der ersten der Doppelfolge „Latin Lover“ wurde vor dem damaligen Supermarkt im Zevenenderdrift 2 in Laren gedreht 52° 15′ 12″ N, 5° 13′ 39,8″ O. In der Folge „Die Traumhochzeit“ (von Johnnie) wurde ein Bürogebäude in der Nachbarschaft der Produktionsfirma von Dick Maas als Kulisse für das Standesamt benutzt 52° 24′ 34″ N, 5° 15′ 48,7″ O.
Nicht weit davon wurde für die Folge „Die Autoradiodiebe“ ein Gebäude als Kulisse für das Polizeirevier benutzt 52° 24′ 22,5″ N, 5° 15′ 23,4″ O.
Die Folge „April, April“ wurde im Hof einer Transformatorenfabrik gedreht. 52° 24′ 2,4″ N, 5° 14′ 37,1″ O.

## Episodenliste
Die Fernsehserie hat 62 Folgen und ist in 5 Staffeln unterteilt.

### Staffel 1
1. Kurzer Prozess
2. Krieg und Frieden
3. Jagdzeit
4. Telefonsex
5. Diebe auf dem ersten Blick
6. Erben bringt Scherben
7. Der Untermieter – Teil 1
8. Der Untermieter – Teil 2
9. Königlicher Geburtstag
10. Klaus auf Irrwegen
11. Totalschaden
12. Traumhochzeit
13. Das Findelkind

### Staffel 2
1. Das doppelte Muttchen
2. Wer zuletzt schlägt, schlägt am besten
3. Ein schräger Vogel
4. Sport ist Mord
5. Man stirbt nur zweimal
6. Liebe auf den ersten Blick
7. Ein Ende mit Schrecken
8. Die Unbestechlichen
9. Gefährliche Leidenschaft
10. Einmal Südsee und zurück
11. Ein Herz für Tiere
12. Ein Liebhaber kommt selten allein
13. Bombenstimmung

### Staffel 3
1. Die diebische Elster
2. der große Bluff
3. Diamantenfieber
4. Der Stoff, aus dem die Helden sind
5. Der Wunderheiler
6. Ein Hundeleben
7. Computerspiele
8. Begegnungen der dritten Art
9. Leben und Sterben lassen
10. Das trojanische Pferd

### Staffel 4
1. Wer schön sein will,muss leiden
2. Grillen für Feinschmecker
3. Schwarzarbeit
4. Der letzte Wille
5. Tapetenwechsel
6. Geiselnahme
7. Einmal einfrieren bitte
8. Spannen bei den Nachbarn
9. Videogewalt
10. Finderlohn
11. April, April
12. Für Geld heirate ich Alles
13. Hausarrest

### Staffel 5
1. Giftwolke
2. Kurierdienste
3. Freitag, der 13te.
4. Kindergeld für einen Hund
5. Fuchsjagd
6. Egotrip
7. Alltagstrott Ade
8. Inspektor Johnnie
9. Geisterbeschwörung
10. Konkurrenz für Johnnie
11. Verjüngungskur
12. Der Wetteinsatz
13. Quarantäne

## Spielfilme
1. Flodder – Eine Familie zum Knutschen (1986)
2. Flodder – Eine Familie zum Knutschen in Manhattan (1992)
3. Flodder Forever (1995)

## Ausstrahlung in Deutschland
Die deutsche Erstausstrahlung des Kinofilms Flodder – Eine Familie zum Knutschen erfolgte 1992 bei Tele 5. Sowohl die Filme als auch die Fernsehserie wurden von den Sendern der RTL Group immer wieder ausgestrahlt, erstmals auf dem Sender RTL. Die Fernsehserie Flodder – Eine Familie zum Knutschen hatte dort Anfang 1994 ihre Premiere und wurde zuletzt 2004 auf Super RTL gezeigt.

### Deutsche Fassungen
Wie damals (und zum Teil auch heute noch) üblich, wurden im Zuge der Synchronisation Eigennamen verändert. Teilweise, insbesondere in der deutschen Serienfassung, wurden auch ohne erkennbaren Grund Details der Handlung verändert, in vielen Fällen wurde in einem für nach 1990 eigentlich nicht mehr üblichen Maß außerdem versucht, "mehr Witz" hinzuzufügen.
Beispiele für Veränderungen in den deutschen Film- und Serienfassungen:
- Die niederländischen Namen vieler Figuren wurden „eingedeutscht“. So heißt Tochter Toet Tina, aus den Nachbarn Neuteboom wurden die Nettelbaums und aus Hennie Heiner. Besonders fällt dies bei Klaus auf, der im Original – wie seine Schwester – Kees heißt. Ab Folge 37 der Serie wurden die Originalnamen verwendet und einige Synchronstimmen verändert.
- Der Sozialarbeiter Sjakie wird im ersten Film als „Werner, alter Wichser“ eingeführt (ein Zitat aus den bei Erscheinen des Films populären Werner-Comics), diese ansonsten nicht begründete Umbenennung wird bis zur letzten Serienfolge konsequent weitergeführt.
- Das Wohnviertel Zonnedael, in dem die Flodders wohnen, heißt in den Spielfilmen (wörtlich korrekt übersetzt) Sonnental; in den Serien-Episoden ist von Sonnenschein die Rede.
- In den Serienfolgen wurden Handlungsstränge komplett "überarbeitet" oder vermeintlich witzige Details frei hinzugefügt:
  - In der Folge Man stirbt nur zweimal (niederländisch Doodziek, übersetzt todkrank) soll die Auskleidung des Sarges aus "Perser(katzen)schamhaaren" bestehen, in der Originalfassung wird lediglich ein "Eichensarg mit weißen Marmorzierstreifen" vorgeschlagen.
  - Wiederholt werden im Original lediglich leicht angedeutete Ticks oder Eigenheiten von (meist Neben-)figuren in der deutschen Synchronfassung sprachlich und in der Sprechweise zusätzlich herausgehoben und die Figur damit stärker auf diese Eigenschaft reduziert als im Original erkennbar (z. B. der Sargverkäufer in der oben genannten Folge "Doodziek").
  - Die Folge Königlicher Geburtstag weist eine ganze Reihe an Veränderungen auf[11], die so oder ähnlich das Gesamtwerk durchziehen und daher hier als Beispiele zu verstehen sind:
    - Der ursprünglich bestimmende Kontext des niederländischen Königinnentags wird zu einer Art "Dienstbesuch" der Königin im Rahmen ihres Geburtstags.
    - Aus dem "Oranjecommittee Zonnedael" wird die "Partei Christliche Sonnenscheinunion".
    - Diese denkt darüber nach, die Flodders „erschießen“ zu lassen oder alternativ auf eine „Gefängnisinsel“ (Cayenne) zu schicken (im Original wird eine Reise ins Sauerland angeboten).
    - Aus dem im Original erst auf Ma Flodders Nachfrage („...Sie wurden von unserem Dienst“ „welcher Dienst?!“) ad hoc erfundenen „Felicitatiedienst“ („Glückwunschdienst“) wird in der deutschen Fassung die UN (Organisation „Urlaub nötig“), die sich laut synchronisierter Erklärung der sozialen Unterstützung bedürftiger Familien durch Urlaub verschrieben habe.
    - Aus Sjakies initialem Angebot eines Bungalowaufenthalts in einem Freizeitpark wird eine „Wohnwagentour durch Bottrop und Castrop-Rauxel“ und aus dem Spanischen Ferienort Torremolinos (das seinen Namen historischen Windmühlen verdankt) wird die Insel Ipizza (zugunsten eines nachfolgenden "Pizza"-Wortspiels).
    - Sjakies Neffe, der sich im Original als Mitarbeiter der „Kunstbehörde“ ausgibt, kommt hier nun „vom Denkmalschmutz, äh, -schutz natürlich“. Dieses Stilmittel (Hinzufügen zusätzlichen „Wortwitzes“) findet in vielen Folgen wiederholt Anwendung (so hier mit „Professor Wodka, äh, Watkins“, „feinstes Tafelquecksilber“, „Erbrecher, äh, Versprecher“, „Kennedy – kenne die“ etc.).
    - Ma Flodder erkennt die Königin in der deutschen Fassung nicht, weil sie „hinten auf dem Gulden“ („Vorne auch, Ma!“) zu sehen sei, sondern "hinten auf dem Dollar" („Dem Gulden, Ma!“).
    - Aus dem Off hört man den Nachrichtensprecher erklären, die Königin besuche, dem Vernehmen nach unüblicherweise, „eine Art Hauswartsfamilie“ – im niederländischen Original macht „die Königin Bekanntschaft mit einigen Zonnedaelers, offenbar nette Leute“. Die Besonderheit im Original bestehe darin, dass die Königin überhaupt mit in ein Haus gehe.
    - Im Weiteren erklärt der Off-Nachrichtensprecher, die Königin wolle „bei einer typisch holländischen Familie bleiben, um sich ein Bild von den Sitten und Gebräuchen der niederländischen Ureinwohner zu machen“, während er sich im Original lediglich über die Planänderung (Hausbesuch) als solche verwundert.
    - Aus Johnnys Anspielung, Kees habe „den Begriff Hoflieferant neu definiert“ wird der Hinweis, sie habe „dem männlichen Teil der Familie die Stange gehalten“.
    - Als Kees in Staffel 2 Folge 6 mit dem Untergebenen des „Coolen Harry“ ausgeht, sagt dieser ihr beim Abschied „Ich hab nicht die Fresse von Richard Gere, aber die Stimme ist die selbe“. Der Synchronsprecher der deutschen Version ist derselbe wie der von Richard Gere (Hubertus Bengsch).

## Synchronsprecher
| Rolle                     | Schauspieler                                      | Deutsche Synchronsprecher                                   |
| ------------------------- | ------------------------------------------------- | ----------------------------------------------------------- |
| Gertrude Flodder          | Nelly Frijda                                      | Evelyn Meyka (Folge 1–36) Gisela Fritsch (Folge 37–62)      |
| Johnnie Flodder           | Coen van Vrijberghe de Coningh                    | Ronald Nitschke                                             |
| Klaus Flodder             | Stefan de Walle                                   | Stefan Krause                                               |
| Kees Flodder              | Tatjana Šimić                                     | Melanie Pukaß (Folge 1–36) Nana Spier (Folge 37–62)         |
| Opa Flodder               | Herman Passchier                                  | Arne Elsholtz                                               |
| Werner van Kooten         | Lou Landré                                        | Mathias Einert (Folge 1–36) Frank-Otto Schenk (Folge 37–62) |
| Tina/Toet                 | Mandy Negerman Scarlett Heuer Djune-Ann van Asten | Ursula Hugo Anja Stadlober                                  |
| Holgi/Henkie              | Melle De Boer Sander Zwart Rogier van de Weerd    | Björn Schalla                                               |
| Karlchen                  | Miguel Stigter                                    | Thomas Petruo                                               |
| Heiner/Hennie             | Laus Steenbeeke                                   | Santiago Ziesmer                                            |
| Herr Nettelbaum/Neuteboom | Bert André                                        |                                                             |
| Frau Nettelbaum/Neuteboom | Lettie Oosthoek                                   | Eva-Maria Werth                                             |
| Van Putten                | Hans van Hechten                                  | Wilfried Herbst                                             |